# Hipparchia albinervata
Hipparchia albinervata är en fjärilsart som beskrevs av Warnecke 1944. Hipparchia albinervata ingår i släktet Hipparchia och familjen praktfjärilar. Inga underarter finns listade i Catalogue of Life.